# Gabriel Sara
Gabriel Davi Gomes Sara (* 26. Juni 1999 in Joinville) ist ein brasilianischer Fußballspieler, der als Mittelfeldspieler für den türkischen Süper Lig Klub Galatasaray spielt. Sara wechselte am 4. August 2024 vom englischen EFL Championship Klub Norwich City zum Bosporus. Gabriel Sara galt zu diesem Zeitpunkt mit 18 Millionen Euro Ablöse als der teuerste Transfer der Vereinsgeschichte.

## Karriere

### FC São Paulo
Sara gab sein Debüt für São Paulo am 3. Dezember 2017 beim 1:1-Unentschieden gegen Bahia in der brasilianischen Meisterschaft.
Sara verließ São Paulo im Jahre 2022. Er bestritt 120 Spiele und schoss 17 Tore während seiner Zeit beim Verein.

### Norwich City
Am 15. Juli 2022 einigte sich der EFL-Championship-Klub Norwich City mit São Paulo auf eine Ablösesumme in Höhe von 6 Millionen Pfund plus Zusatzkosten für Sara, wobei der Spieler einen Vertrag bis 2026 erhielt. Sara gab sein Debüt für Norwich am 6. August 2022, als er beim 1:1-Unentschieden gegen Wigan Athletic für den verletzten Max Aarons eingewechselt wurde. Sein erstes Tor für Norwich erzielte Sara bei der 2:3-Niederlage gegen Preston North End, und drei Wochen später traf er erneut beim 3:1-Sieg gegen Stoke City an der Carrow Road.
Am 14. Februar 2023 traf Sara erneut beim 3:1-Sieg von Norwich gegen Hull City, bevor er in zwei aufeinanderfolgenden Spielen beim 2:0-Sieg der Kanarienvögel gegen Cardiff City und beim 3:2-Auswärtssieg gegen den Playoff-Anwärter Millwall den Siegtreffer erzielte. 2023 wurde er mit der Barry-Butler-Gedächtnis-Trophäe für den Spieler der Saison des NCFC ausgezeichnet.
Mit einem Tor und zwei Assists im ersten Monat der Saison 2023–24 wurde Sara zum EFL Championship Player of the Month für den Monat August gewählt. Im weiteren Verlauf der Saison trug Sara mit einem wichtigen Tor gegen Preston entscheidend dazu bei, dass Norwich City einen Playoff-Platz erreichte.

### Galatasaray Istanbul
Sara wechselte am 4. August 2024 in die Türkei zu Galatasaray Istanbul und unterschrieb dort einen Fünfjahresvertrag. Galatasaray wird in den kommenden drei Jahren eine Ablöse von 18 Millionen Euro, verteilt auf neun Raten, an die Norwich City Football Club PLC bezahlen.

## Erfolge
São Paulo
- Staatsmeisterschaft von São Paulo: 2021

Galatasaray Istanbul
- Türkischer Meister: 2024/25
- Türkischer Fußballpokal: 2024/25

Auszeichnungen
- EFL Championship Player of the Month: August 2023
- EFL Championship Team of the Year: 2024